# System/7
System/7（システム・セブン）はIBMのフロリダ州ボカラトン開発研究所で設計・製造された16ビット・コンピューターである。1971年に客先設置が始まり、1984年に販売中止された。
System/7は各モジュールがラックにマウント（設置）されるようになっており、IBM機種番号は
- IBM 5010 Processor Module
- IBM 5014 Analog Input Module
- IBM 5026 Enclosure Module
- IBM 5028 Operator Station
- IBM 5029 Attach Accessories
- IBM 5022 Disk Module
- IBM 5012 System/7 Multifunction Module
- IBM 5013 Digital Input/Output Unit

などが使用された 。
System/7の1号機は1971年にアメリカン・モーターズのケノーシャ工場へ出荷されて、エンジンの排気ガスのテストなどに使われた。1972年にはAT&Tが数百台のSystem/7を発注して、それまでのIBMの受注では最高台数であった。
System/7は全体的にプロセス制御に多く使われ、その面では1964年にデビューしたIBM 1800システムから引き継ぎ、System/7の次は同じくボカラトンで開発・製造され1976年に投入されたSeries/1システムへ引き継がれた。

## 参照項目
- IBM 1800データ収集制御システム
- Series/1